# Альтштадт (Магдебург)

Альтштадт

Альтштадт (нем. Altstadt) — район Магдебурга, охватывает жилые, торговые и правительственные кварталы. Занимает площадь 3,769 км². Население 16 098 жителей (по состоянию на 31 декабря 2016 года).

## Расположение
Район расположен в центре Магдебурга. Границы района определяют на севере улица Вальтера Ратенау (федеральная дорога 1; нем. Walther-Rathenau-Straße; Bundesstraße 71), на западе железнодорожные и старые крепостные сооружения, на юге аллея Штойбена (нем. Steuben-Allee) и улица Эриха Вайнерта (нем. Erich-Weinert-Straße), на востоке река Эльба.

## Инфраструктура

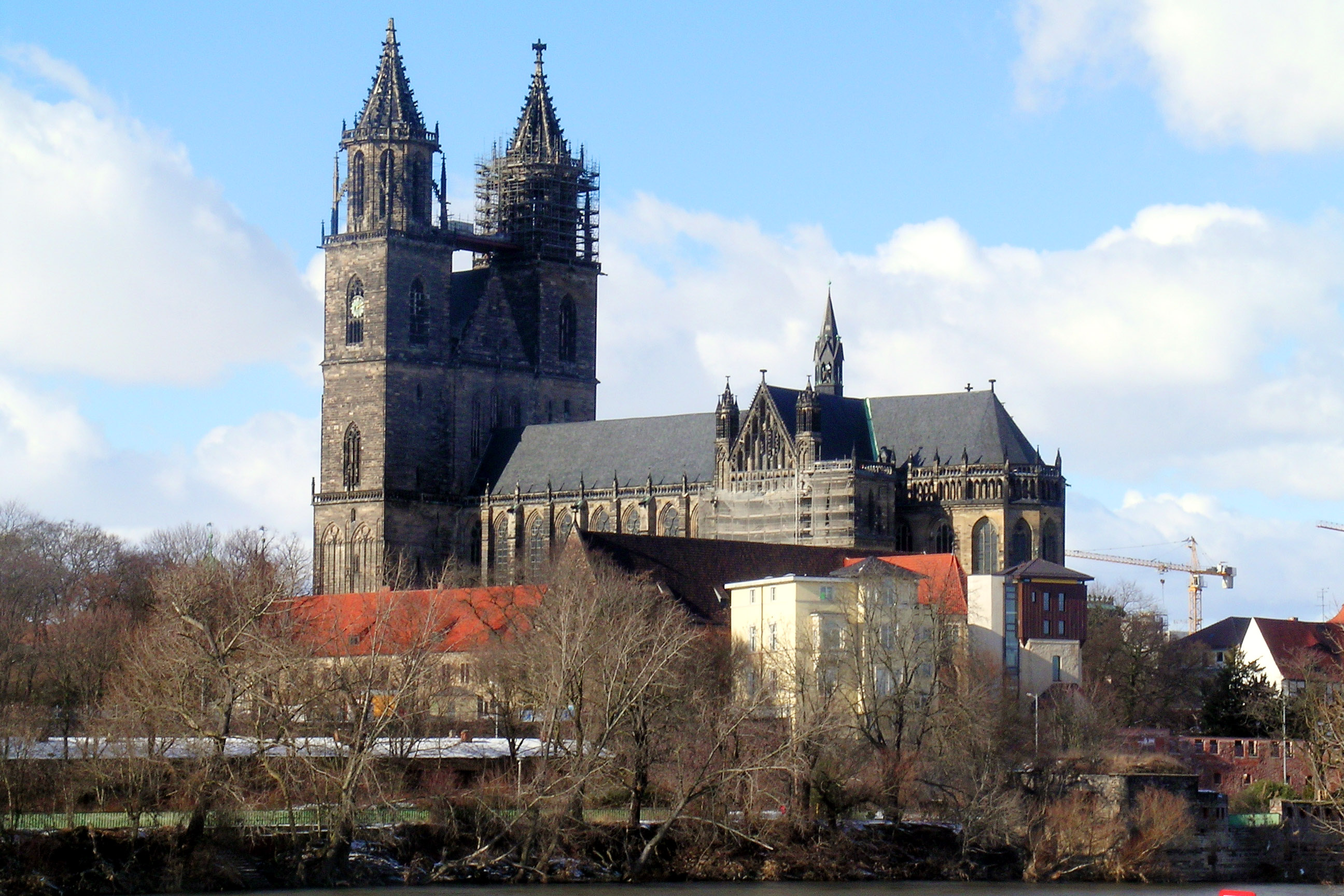
Кафедральный Собор

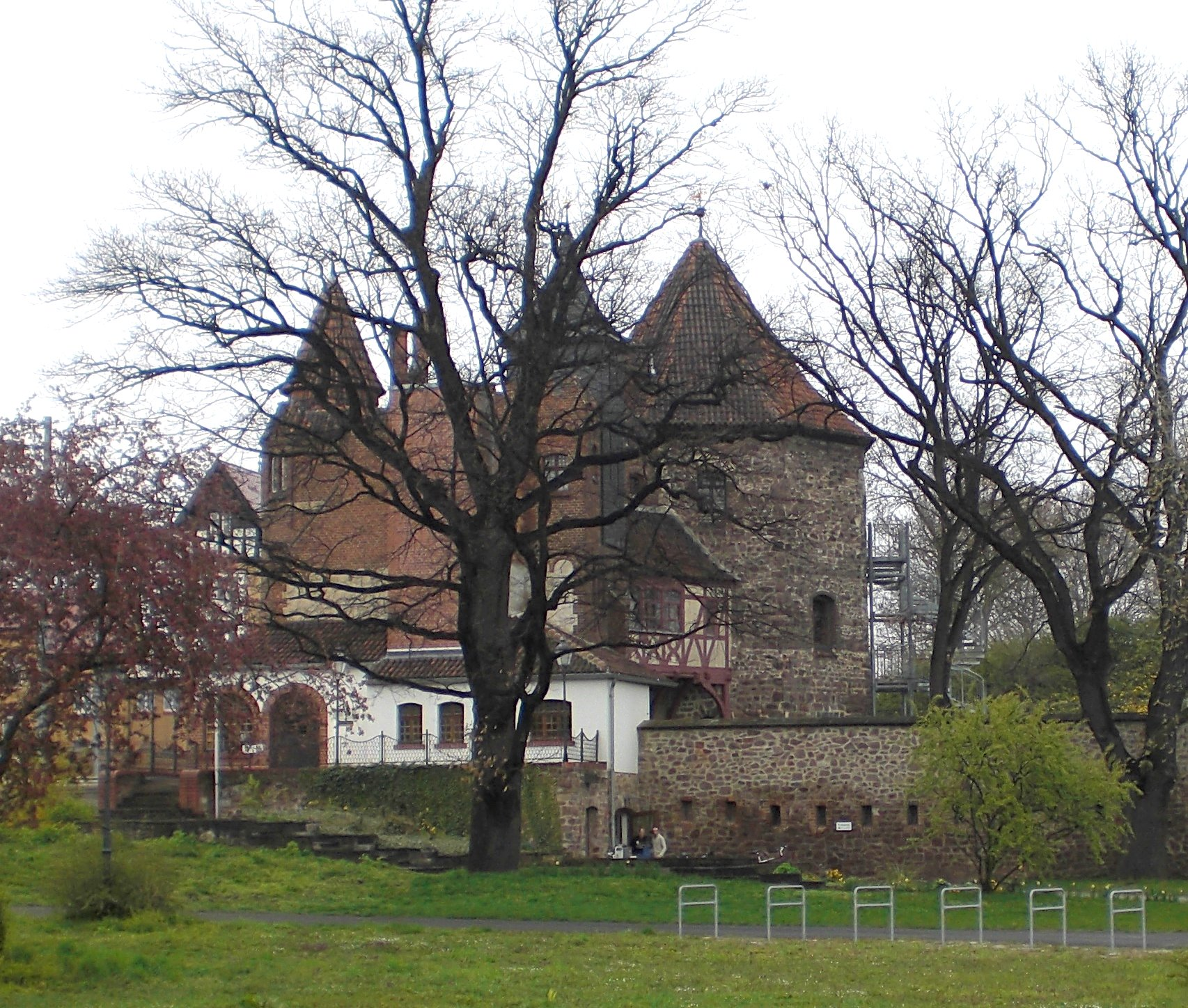

Северную часть Альтштадта характеризует панельные здания и помещения фирм, среднюю часть торговые центры и общественные учреждения. В южной части района от соборной площади (нем. Domplatz) до аллеи Штойбена (нем. Steuben-Allee) находится большой квартал со старыми постройками в стиле Эпохи грюндерства и барокко. Особенно здесь выделяются улица Гегеля (нем. Hegelstraße) и площадь Хассельбаха (нем. Hasselbachplatz). Также на соборной площади находится правительственный квартал. В него входят здание земельной канцелярии (нем. Staatskanzlei), ландтага и (нем. Fraktionsgeschäftsstellen). Кроме того, там можно найти Зеленую цитадель, последний большой дом Ф. Хундертвассера, который был торжественно открыт в 2005 году.
Все девять магдебургских трамвайных линий (в течение дня), а также пять ночных линий, проходят через Альтштадт в направлениях: север-юг или восток-запад, так же, как и большинство автобусных маршрутов. Существует пять съездов с федеральной дороги 81 (B81) в центр.
По территории Альтштадта проходят пять больших магистралей: две в направлении восток-запад и три в направлении север восток.
- Посередине района проходит с севера на юг (нем. Breiter Weg), северная часть является пешеходной зоной.
- Западнее от Breiter Weg проходит в том же направлении улица Отто фон Герике (нем. Otto-von-Guericke-Straße). Обе начинаются на университетской площади и заканчиваются на площади Хассельбаха.
- Восточнее проходит, вдоль побережья, улица (нем. Schleinufer), которая освобождает центр, от сильного автомобильного движения.
- В направлении восток-запад проходит Алея Эрнста Ройтера (нем. Ernst-Reuter-Allee), которая делит Альтштадт на северную и южную часть.
- Северный край района ограничивает улица Вальтера Ратенау (нем. Walther-Rathenau-Straße; B1).

## Экономика
На центр города оказывают большое влияние три больших торговых центра: Аллея-Центр (нем. Allee-Center), (нем. City-Carree), (нем. Ulrichshaus). Оживление (нем. Breiten Weg), бывшей главной улицы для покупок, с 2000 года сделало успехи, но расширение Аллея-Центра на 3-й этаж, сильно противодействует. От университетской площади (нем. Universitätsplatz) до площади Хассельбаха (нем. Hasselbachplatz) растянулись, всё же, на 2,2 км, различные магазины и универмаги, хотя можно заметить пустующие места, особенно вблизи университетской площади.

## Культурная жизнь
Альтштадт предоставляет широкий выбор культурных учреждений.
Театр Магдебурга представлен оперным театром, расположенным на университетской площади, также драматическим театром, находящимся на площади мира (нем. Friedensplatz). На (нем. Leiterstraße) находится известное кабаре «Zwickmühle». Вокруг площади Хассельбаха с 2000 года
открылось большое количество кабаков и баров, которое также притягивает межрегиональную публику.
Между тем, центральную местность вокруг соборной площади оживляет Зеленая цитадель, а также маленький комплекс с магазинами и бюро. Кроме того, старая почта находящаяся напротив собора в 2007 году была перестроена в магдебургский центр юстиции (нем. Justizzentrum Magdeburg). На площади Вилли Брандта (возле главного вокзала) расположен один из двух больших кинотеатров города. Казарма Марка (нем. Kaserne Mark) на севере района служит как организационный центр для многих культурных мероприятий.
Различные парки и парковые объекты придают Альтштадту зелёный облик:
- Парк Гегеля (нем. Hegelpark);
- (нем. Fürstenwall);
- (нем. Klosterbergegarten; собственно за пределами района, но принадлежит по инфраструктуре к нему);
- Парк на улице Шеллинга;
- На (нем. Hohepfortewall) крепость Марка (нем. Festung Mark), бывшая северная оборонительная крепость города, в XIX веке перестроена под культурный центр.

## Достопримечательности
- Старый рынок (нем. Alter Markt)
- Соборная площадь (нем. Domplatz)
- (нем. Eisenbarthbrunnen)
- (нем. Fürstenwall)
- Зеленая цитадель (нем. Grüne Zitadelle)
- Площадь Хассельбаха (нем. Hasselbachplatz)
- Улица Гегеля (нем. Hegelstraße)
- Церковь святого Иоанна (нем. Johanniskirche)
- (нем. Kaserne Mark)
- Монастырь (нем. Kloster Unser Lieben Frauen)
- (нем. Lukasklause)
- Памятник Лютеру (нем. Lutherdenkmal)
- Кафедральный собор (нем. Magdeburger Dom)
- Магдебургский всадник (нем. Magdeburger Reiter)
- Магдебургский Роланд (нем. Magdeburger Roland)
- (нем. Remtergang)
- Звёздный мост (нем. Sternbrücke)
- (нем. Wallonerkirche)